# Dressing
Salatdressing eller bare dressing er en marinade eller salatsovs, der bruges til at tilsætte smag til en salat eller salatret. Som regel består en salatdressing af enten vinaigrette eller en cremet type dressing baseret på mayonnaise eller syrnede mejeriprodukter.[kilde mangler] Vinaigrette er en emulsion af spiseolie og eddike, der er tilsat forskellige ingredienser, såsom krydderier og urter. En undersøgelse af salatdressinger i amerikanske restauranter viste i 2010, at de tre mest populære dressinger var ranch dressing, vinaigrette og cæsardressing. Sidstnævnte hører til cæsarsalat. I Danmark er thousand island-dressing og cremefraiche-dressing populære.
Dressing forekommer også som marinade til andre retter end salater, fx laks og pasta.
På engelsk bruges ordet dressing ikke kun om salad dressing, men også om fyld, såsom i fyldte hjerter med persille, fyldte peberfrugter, fyldte squash.